# مفن تسجيل
مفن التسجيل هو منشأة متخصصة بتسجيل ومزج الأداءات الموسيقية الصوتية أو الآلية، والكلام المنطوق، والأصوات الأخرى. تتفاوت هذه المفان في الحجم، فقد تكون صغيرة داخل المنزل تكفي لتسجيل مغنٍ يعزف على الغيتار منفردًا، أو تكون بحجم مبنى كبير يضم مساحة كاملة لجوق سمفوني يضم أكثر من مئة موسيقي. يُفضّل أن تكون مساحات التسجيل والمراقبة (الاستماع والخلط) مصممة خصيصًا بواسطة خبير صوتيات أو مهندس صوتي لتحقيق أفضل خصائص صوتية، من حيث عزل الصوت أو نشره أو امتصاص ترددات الانعكاس والصدى التي قد تؤثر على جودة الصوت المُسمَع من قبل المستمع.

غرفة التحكم داخل مفن التسجيل في معهد مونتيري للتقنية، حرم مدينة مكسيكو.

تُستخدم مفان التسجيل لتسجيل وإنتاج البرامج الصوتية المتنوعة، مثل الحوارات، النشرات الإخبارية، الإعلانات، الفواصل الصوتية، والتعليقات الصوتية، بالإضافة إلى المداخلات الحية. تتكون مفان التسجيل عادةً من غرف تُعرف بغرف البث المباشر، حيث يُجري المذيعون والمضيفون برامجهم عبر لواقط صوت عالية الحساسية، مزودة بحوامل خاصة لضبط الاتجاه والتوازن الصوتي. تُرافق هذه الغرف "غرف التحكم"، التي يديرها مهندسو الصوت، حيث يستخدمون وحدات خلط صوت احترافية، ووحدات مؤثرات، وأنظمة حاسوبية مزودة ببرمجيات متقدمة لمعالجة الصوت، تشمل تعديل مستوى الصوت، إزالة الضوضاء، إضافة المؤثرات، وضبط ترددات الصوت، لضمان جودة البث. يستمع المهندسون والمخرجون إلى البث المباشر أو التسجيلات عبر مكبرات صوت دقيقة أو سماعات رأس عالية الجودة، لضمان وضوح الصوت وملاءمته للبث الإذاعي.
في معظم الأحيان توجد كذلك غرف أصغر تُسمى "حجرة العزل" تُخصَّص لاستيعاب الآلات الصاخبة مثل الطبول أو مضخمات ومكبرات صوت الجيتار الكهربائي، وذلك لمنع سماع هذه الأصوات من قِبل لواقط صوت التي تلتقط أصوات الآلات أو الأصوات الأخرى. كما تُوفر هذه الغرف بيئات تسجيل "جافة" أكثر لصوت المغنين أو للآلات الصوتية الهادئة مثل الجيتار أو الكمان. تحتوي مفان التسجيل الكبرى عادةً على مجموعة من الآلات الموسيقية الكبيرة والثقيلة التي يصعب نقلها، مثل البيانو الكبير، وأرغن هاموند، والبيانو الكهربائي، والجنك، والطبول.

### المعدات

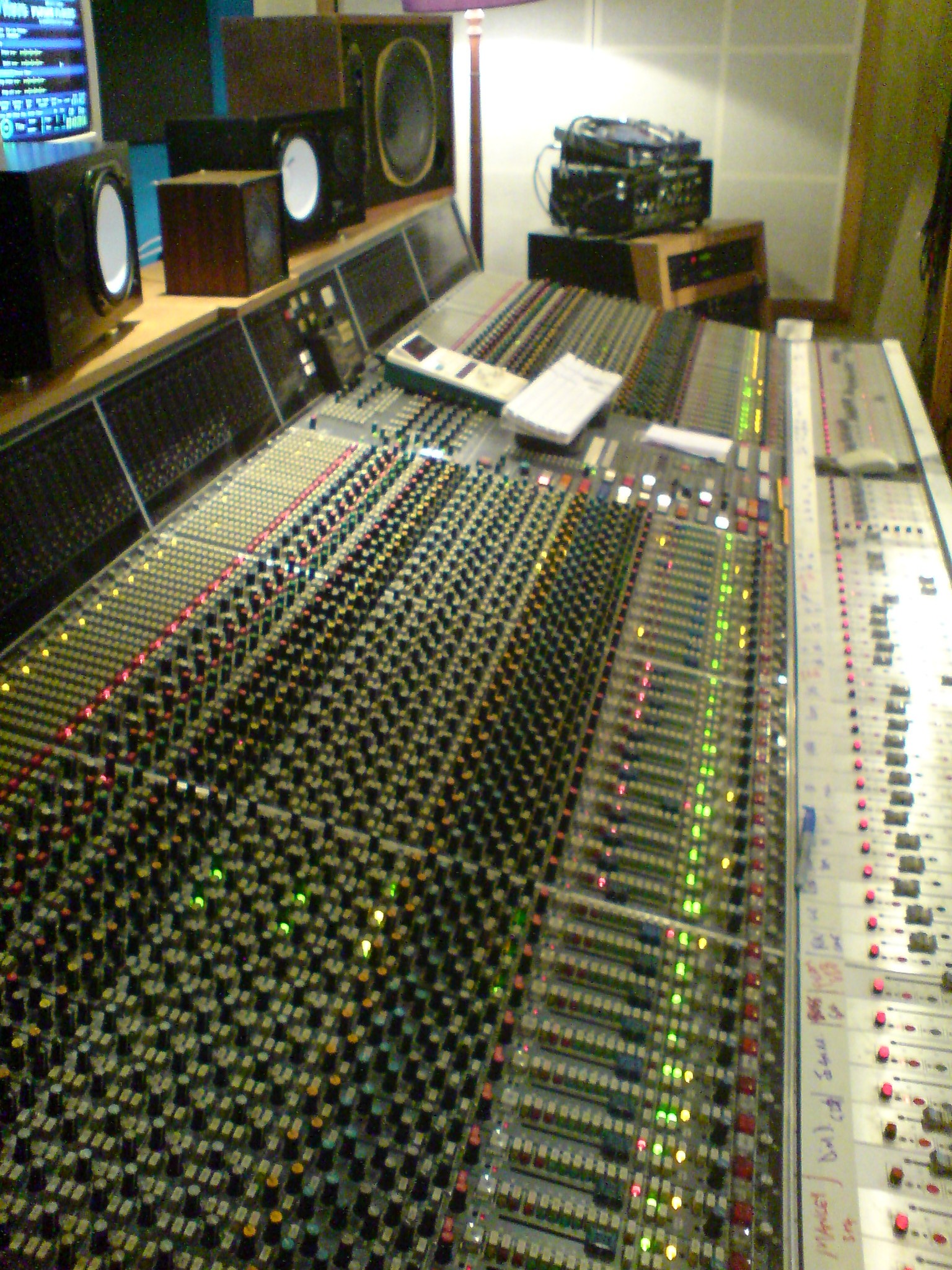
وحدة خلط صوت متعددة المسارات. فوق وحدة الخلط توجد مجموعة من مكبرات الصوت.

المعدات التي توجد عادة في مفان التسجيل:
- وحدة خلط صوت احترافية متعددة القنوات
- وحدات خلط صوت صغيرة إضافية لإضافة قنوات أكثر
- مكبرات صوت لواقط الصوت
- مسجل متعدد المسالك أو محطة عمل الصوتيات الرقمية
- حواسيب
- مجموعة واسعة من لواقط صوت النموذجية لأنواع مختلفة من الآلات
- صناديق وصل المباشر
- حوامل لواقط الصوت لتمكين المهندسين من وضع لواقط الصوت في المواقع المطلوبة أمام المطربين أو العازفين أو الفرق الموسيقية
- شاشات مصممة للاستماع إلى المزيجات أو المسارات المسجلة
- سماعات مراقبة المفن(عادةً ما تكون مغلقة، لمنع الصوت من "التسرب" إلى لواقط الصوت)
- لافتات مضيئة "على الهواء" أو "جاري التسجيل" لتذكير مستخدمي الاستوديو الآخرين بضرورة الهدوء
- وحدات التأثير الخارجية، مثل الضواغط أو الصدى أو التسويات
- حوامل أدوات موسيقية

## محطات عمل الصوتيات الرقمية

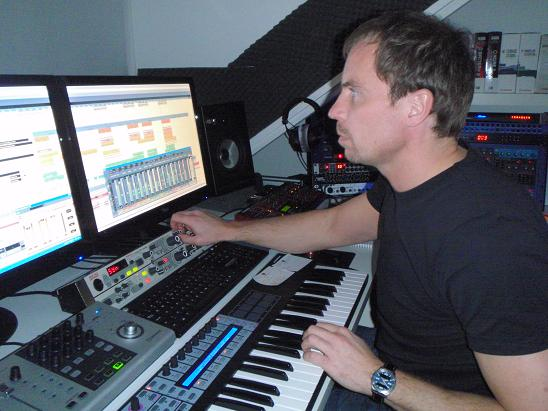
عملية إنتاج موسيقي باستخدام محطة العمل الصوتية الرقمية (معصق) مع تعدد شاشات

أصبحت الحواسيب ذات الأغراض العامة تلعب دورًا كبيرًا وسريعًا في عملية التسجيل. باستخدام البرمجيات، يمكن لجهاز حاسوب قوي وعالي الجودة مزود بمعالج سريع أن يحل محل وحدات الخلط، والمسجلات متعدد المسالك، وأجهزة توليد الصوت، وأجهزة استعيان، ووحدات المؤثرات (مثل الصدى، والرجع، والضغط الصوتي، وغيرها) التي كانت مفن التسجيل تعتمد عليها في ثمانينيات وتسعينيات القرن العشرين. يُطلق على الحاسوب المزود بهذه الإمكانيات اسم "محطة عمل الصوتيات الرقمية" أو معصق.
بينما يُستخدم حاسوب أبل ماكنتوش في معظم أعمال المفان، فإن هناك طيفًا واسعًا من البرمجيات المتاحة لأنظمة مايكروسوفت وغيرها.
إذا لم تُستخدم وحدات الخلط وتمّ تنفيذ عملية المزج بالكامل باستخدام لوحة المفاتيح والفأرة فقط، فإن ذلك يُعرف بمصطلح "الخلط داخل الصندوق" ويُختصر إلى خدص. أما مصطلح خجص (الخلط خارج الصندوق) فيشير إلى الخلط الذي يُستخدم فيه عتاد خارجي بالإضافة إلى البرمجيات الحاسوبية، وليس الحاسوب فقط.

## المفان المنزلية

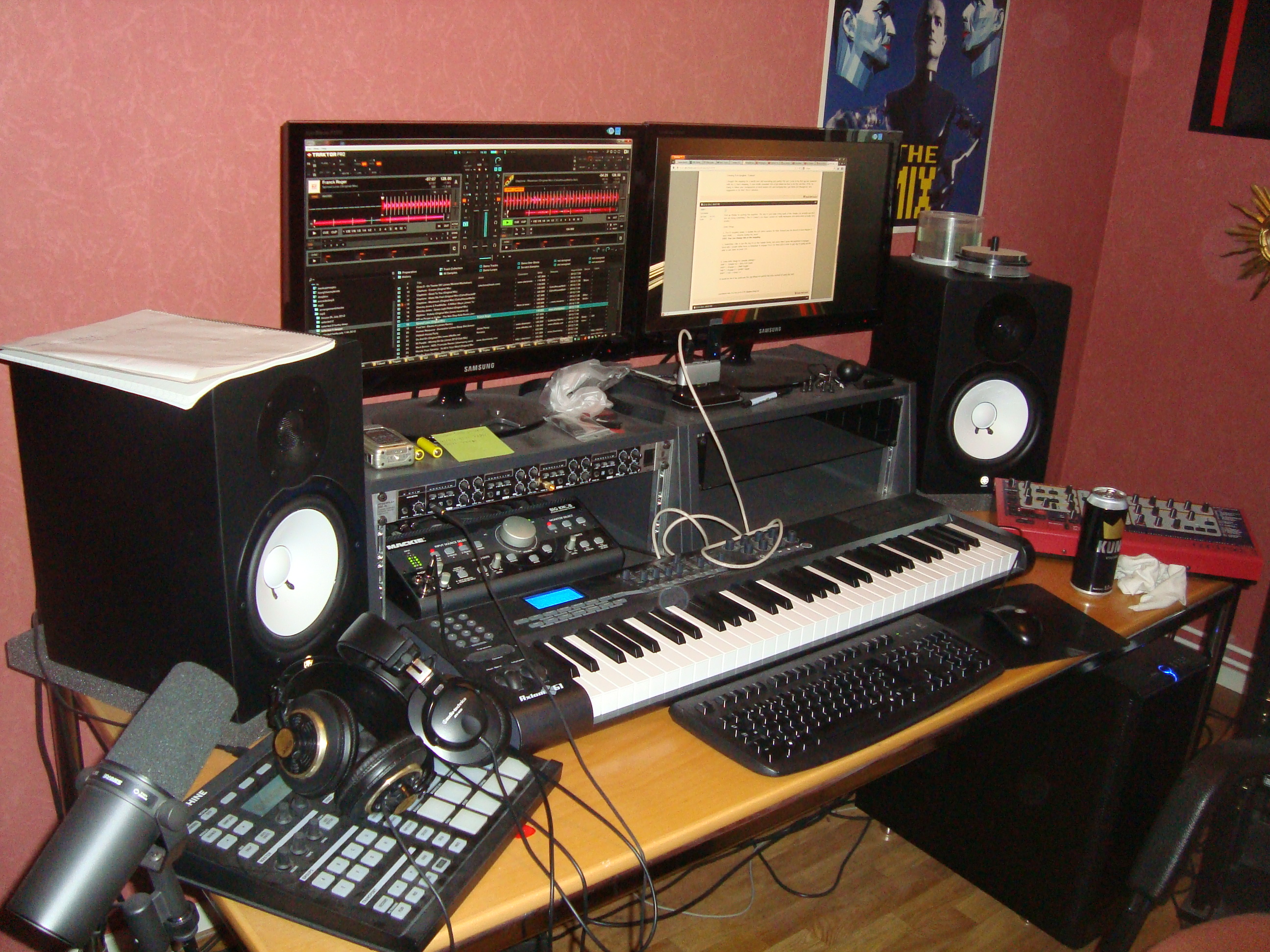
مفن معد منزليا.

يُطلق أحيانًا على مفان التسجيل الشخصية اسم المفن المنزلي. وغالبًا ما يُصمَّم هذا النوع من المفان ليلبّي الاحتياجات الخاصة لشخص واحد، أو يُستخدم كهواية غير تجارية. ظهرت أولى المفان المنزلية في منتصف ثمانينيات القرن العشرين، مع توفّر مسجلات متعدد المسالك، ولواقط الصوت بأسعار ميسورة. ازدهرت هذه الظاهرة مع انخفاض أسعار معدات الواجهة الرقمية للآلات الموسيقية وملحقاتها، بالإضافة إلى منتجات التسجيل المباشر على الأقراص بأسعار زهيدة.
يُعد تسجيل الطبول والغيتار الكهربائي المضخَّم في مفن معد منزليا أمرًا صعبًا، نظرًا لكونهما عادةً من أعلى الآلات الموسيقية صوتًا. 
لقد أسهمت القدرة التي أتاحها التسجيل الرقمي من خلال شريط أليسيس الرقمي الصوتي (شارص)، إضافة إلى تكلفته المنخفضة نسبيًا إذ طُرح أولًا بسعر 3995 دولارًا, في صعود انتشار المفان المنزلية خلال تسعينيات القرن العشرين.  بدلا من المفان المنزلية التقليدية سابقا, يستخدم معظم الناس اليوم المعاصق (محطات عمل الصوتيات الرقمية).

## المفان المذياعية

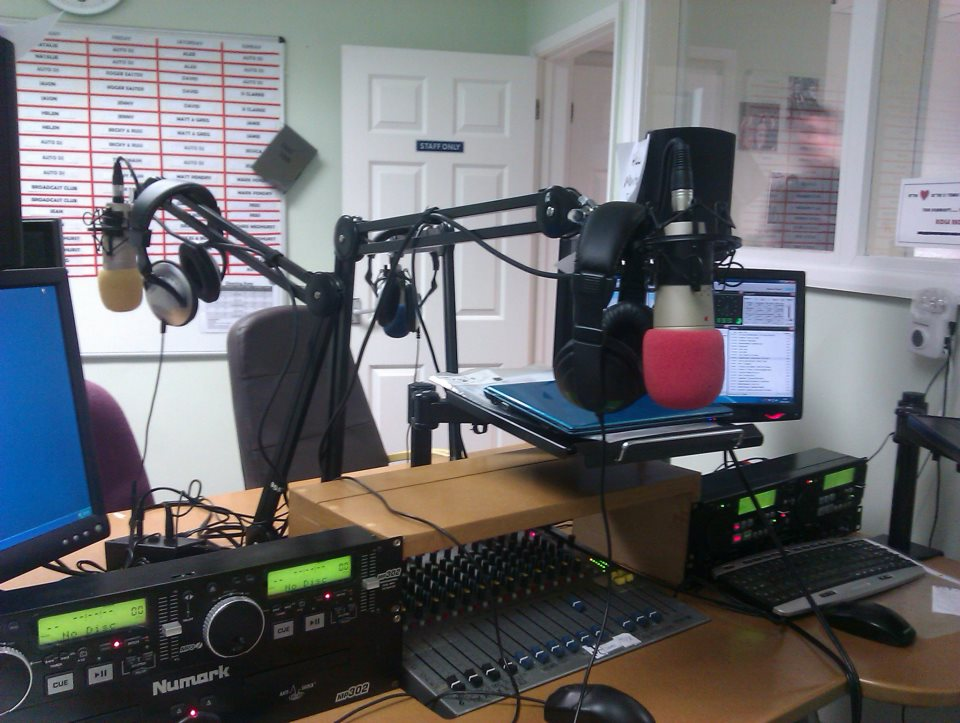
مفن مذياعي في إنجلترا

تشبه المفان المذياعية إلى حد كبير مفان التسجيل، لا سيما في حالة المفان الإنتاج التي لا تُستخدم عادةً للبث المباشر، مثل تلك التي تُسجل فيها المقابلات لبثّها لاحقًا. هذا النوع من المفان مجهزًا في العادة بجميع المعدّات الموجودة في أي مفن تسجيل آخر، ولا سيما إذا كان تابعًا لمحطة إذاعية كبيرة، أو جزءًا من مجمّع يضم مجموعة محطات. غير أنّه مصمَّم أيضًا بما يُتيح لعدة أشخاص العمل عليه بشكل تعاوني في سياق البثّ المباشر.
تستخدم مفان المذياعية العديد من المبادئ ذاتها التي تُعتمد في مفان التسجيل، مثل العزل الصوتي، مع تكييفات خاصة تتناسب مع طبيعة البثّ المباشر. تتضمن التجهيزات الشائعة في مثل هذه المفان ما يلي: محوّل هاتفي هجين لإدراج المكالمات الهاتفية على الهواء، ومرمّز اتصال عبر شبكة الهاتف العامة لاستقبال البثوث من مواقع بعيدة، وجهاز إنذار انقطاع الصوت لرصد الصمت غير المتوقع، ونظام تأخير البثّ لحذف ما قد يطرأ من سعال أو ألفاظ نابية. في الولايات المتحدة، تُلزِم هيئة الاتصالات الاتحادية (هتت) المحطات المرخّصة بامتلاك جهاز لفك ترميز نظام التنبيه الطارئ، يوجد عادة داخل المفن، كما يجب على المحطات ذات القدرة الكاملة امتلاك جهاز ترميز قادر على مقاطعة البرامج على جميع القنوات التي تبثّها المحطة، وذلك لبثّ التحذيرات العاجلة في حالات الطوارئ.